# Чемпионат мира по фигурному катанию 1925
Чемпионат мира по фигурному катанию 1925 года был проведён Международным союзом конькобежцев в Австрии и Швейцарии. Фигуристы соревновались в мужском, женском одиночном катании и в парном катании. Соревнование среди мужчин и пар проходили с 14 по 15 февраля в Вене, среди женщин — с 31 января по 1 февраля в Давосе.

## Участники
В чемпионате приняло участие 20 фигуристов из 6-ти стран:
| Мест | Мужчины                             |
| ---- | ----------------------------------- |
| 10   | Австрия                             |
| 3    | Чехословакия                        |
| 2    | Великобритания · Германия · Франция |
| 1    | Швейцария                           |

## Результаты

### Мужчины
| Место | Имя              | Страна       | Сумма мест |
| ----- | ---------------- | ------------ | ---------- |
| 1     | Вилли Бёкль      | Австрия      | 8          |
| 2     | Фриц Кахлер      | Австрия      | 8          |
| 3     | Отто Прайссеккер | Австрия      | 14         |
| 4     | Эрнст Оппахер    | Австрия      | 24         |
| 5     | Йозеф Слива      | Чехословакия | 27         |
| 6     | Георг Гаучи      | Швейцария    | 27         |
| 7     | Людвиг Вреде     | Австрия      | 32         |

### Женщины
| Место | Имя              | Страна         | Сумма мест |
| ----- | ---------------- | -------------- | ---------- |
| 1     | Херма Сабо       | Австрия        | 6          |
| 2     | Элен Брокхёфт    | Германия       | 9          |
| 3     | Элизабет Бёккель | Германия       | 18         |
| 4     | Кэтлин Шоу       | Великобритания | 20         |
| 5     | Этель Макельт    | Великобритания | 22         |

### Пары
| Место | Имя                                  | Страна       | Сумма мест |
| ----- | ------------------------------------ | ------------ | ---------- |
| 1     | Херма Сабо / Людвиг Вреде            | Австрия      | 10         |
| 2     | Андре Брюне / Пьер Брюне             | Франция      | 10.5       |
| 3     | Лилли Шольц / Отто Кайзер            | Австрия      | 14.5       |
| 4     | Гизела Хохальтингер / Георг Памперль | Австрия      | 17         |
| 5     | Эльзе Хоппе / Оскар Хоппе            | Чехословакия | 23         |